# アダム・カバット
アダム・カバット（Adam Kabat、1954年3月26日 - ）は、アメリカ人の日本文学研究者。1997年より武蔵大学教授。専攻は近世・近代日本文学（幻想文学）、日本の妖怪を研究。

## 略歴
アメリカニューヨーク州生まれ。1979年に来日し、アメリカ・カナダ大学連合日本研究センターで日本語学ぶ。1981年ウェズリアン大学を卒業し、文部省の奨学金を得て再来日。東京大学大学院総合文化研究科比較文学比較文化専攻博士課程中退、指導教官は延広真治。

## 著書
- 《校注・編》『江戸化物草紙』（小学館、1999年）
- 《校注・編》『大江戸化物細見』（小学館、2000年）
- 『大江戸化物図譜』（小学館、2000年）
- 『妖怪草紙―くずし字入門』（柏書房、2001年）
- 『江戸滑稽化物尽くし』（講談社選書メチエ、2003年）
- 『ももんがあ対見越入道 ― 江戸の化物たち』（講談社、2006年）
- 『江戸の化物　草双紙の人気者たち』（岩波書店、2014年）
- 『江戸マンガ（1）芋地獄』（小学館、2014年）
- 『江戸化物の研究 : 草双紙に描かれた創作化物の誕生と展開』（岩波書店、2017年）